# Eudelus agraensis
Eudelus agraensis är en stekelart som först beskrevs av Rao och Kurian 1951.  Eudelus agraensis ingår i släktet Eudelus och familjen brokparasitsteklar. Inga underarter finns listade i Catalogue of Life.